# Tove Jansson
Tove Jansson (n.  1914, Helsínquia, no Grão-Ducado da Finlândia - m. 2001, Helsínquia, na Finlândia) foi uma  escritora, pintora e desenhadora finlandesa de expressão sueca.

As suas obras mais conhecidas são o livros infantis sobre a Família Mumin - uma família de trolls, publicados entre 1945 e 1970, e traduzidos para 28 línguas estrangeiras, incluindo o português.